# Srae Chea Khang Cheung
Srae Chea Khang Cheung es una comuna (khum) del distrito de Dang Tong, en la provincia de Kompot, Camboya. En marzo de 2008 tenía una población estimada de 4060 habitantes.
Se encuentra ubicada al sur del país, a escasa distancia de los montes Cardamomo, del parque nacional de Preah Monivong, de la costa del golfo de Tailandia y de la frontera con Vietnam.